# Bahadur Shah II
Bahadur Shah II , thường được gọi bằng danh hiệu thơ ca Bahadur Shah Zafar và là Hoàng đế Mogul thứ hai mươi và cuối cùng của Ấn Độ cũng như một nhà thơ Urdu . Ông là con trai thứ hai   và là người kế vị cha ông, Akbar II , người qua đời vào ngày 28 tháng 9 năm 1837. Ông là một Hoàng đế trên danh nghĩa, vì đế quốc Mogul chỉ tồn tại trên danh nghĩa và quyền lực của ông chỉ giới hạn trong kinh đô Delhi (Shahjahanbad). Sau khi ông tham gia vào Cuộc nổi dậy Ấn Độ năm 1857 , người Anh đã đày ông đến Rangoon ở Miến Điện do Anh kiểm soát vào năm 1858, sau khi kết án ông với nhiều tội danh.